# Theope christiani
Theope christiani is een vlindersoort uit de familie van de prachtvlinders (Riodinidae), onderfamilie Riodininae.
Theope christiani werd in 1999 beschreven door Hall, J & Willmott.